# Beres Hammond
Pour les articles homonymes, voir Hammond.
Beres Hammond, de son vrai nom Hugh Beresford Hammond, est un chanteur de reggae jamaïcain né dans la Paroisse de Saint Mary le 28 août 1955. Il a œuvré dans le groupe Zap Pow.

## Biographie
Beres Hammond commence à chanter pendant son enfance à l'église et au sein de son école, il se fait remarquer pour la première fois par un Amateur Talent Show en 1973.
En 1975, Beres Hammond rejoint comme chanteur le groupe Zap Pow.
Sa rencontre avec Donovan Germain détermine un nouveau tournant dans sa carrière, avec la production de « Tempted to touch » qui récolte un succès au niveau internationonal et l’impose à New York et au Royaume-Uni. 
Beres Hammond s'inspire principalement des influences musicales du rhythm and blues américain et s'inspire notamment d'artistes comme Otis Redding, de Sam Cooke, et de Stevie Wonder.
Sa voix élégamment cassée sert un reggae aux accents parfois soul. On a pu le comparer à un Gregory Isaacs pour son côté « lover style ». 
On lui doit par exemple Doctors Orders, titre qui inspira Mattafix.

## Discographie

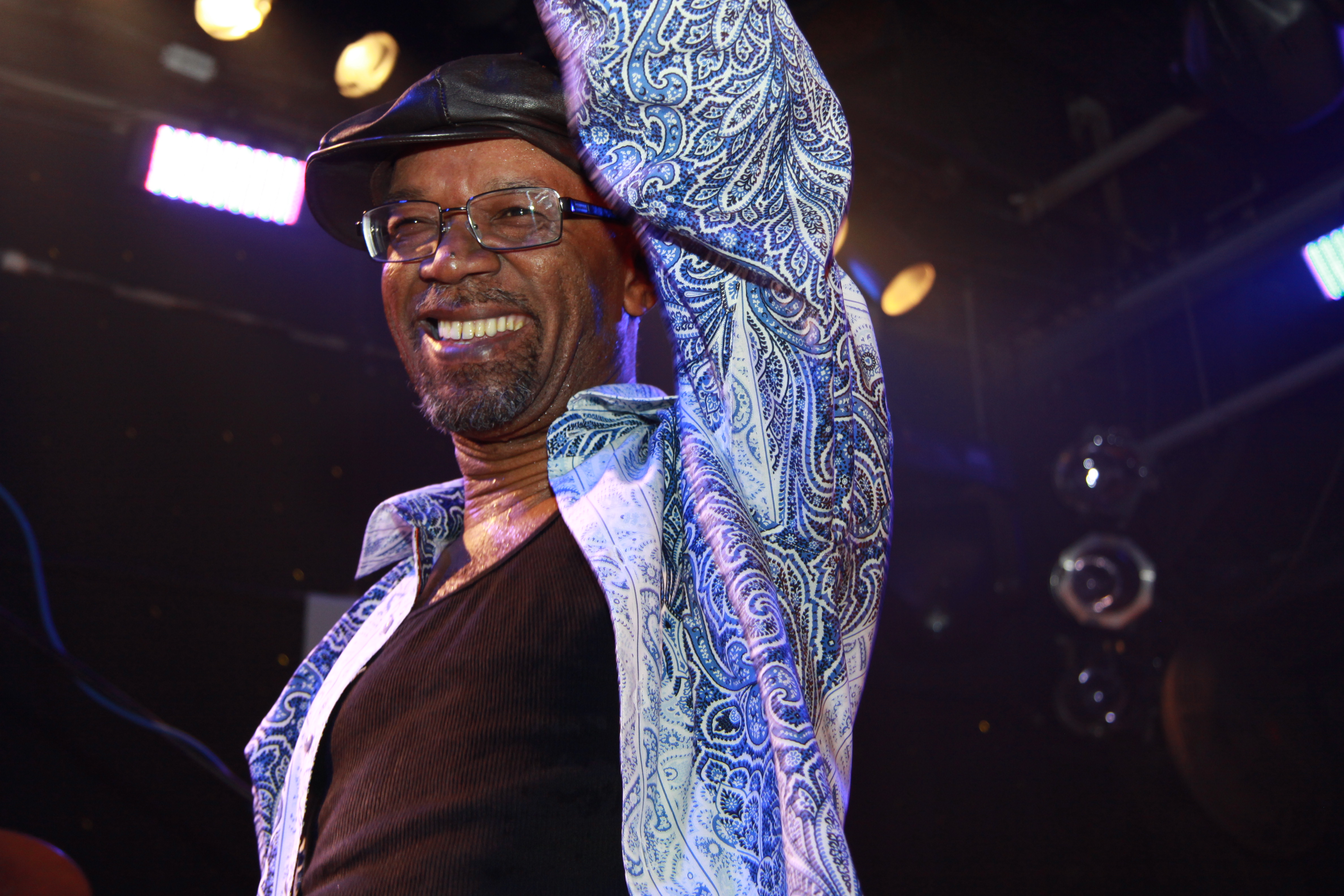
Beres Hammond à Toad's Place en CT 14 août 2013

### Albums solo
- Soul Reggae (1976), Water Lily
- Just a Man (1979), VP [1]
- Let's Make a Song (1981), Brotherhood Music Inc
- Red Light (1983), Heavybeat – recorded 1983
- Beres Hammond (1985), VP [2]
- Have A Nice Weekend (1988), VP [3]
- Full Attention (1993), VP [4]
- A Love Affair (1992), Jet Star
- Sweetness (1993), VP [5]
- In Control (1994), Elektra
- Putting Up Resistance (1996), VP [6]
- Lifetime Guarantee (1997), Greensleeves [7]
- Love from a Distance (1997), VP [8]
- A Day in the Life (1998), VP [9]
- Music Is Life (2001), VP [10]
- Love Has No Boundaries (2004), VP [11]
- A Moment in Time (2008), VP – with DVD [12]
- One Love, One Life (2012), VP [13]
- Never Ending (2018), VP [14]

### Album collaboratif
- Expression (1995), Heartbeat – Beres Hammond & Derrick Lara [15]

### Compilation
- Jet Star Reggae Max (1996), Jet Star
- Beres Hammond: Collectors Series (1998), Penthouse
- Beres Hammond and Friends (2001), Ejaness
- Soul Reggae and More, Heavybeat
- Can't Stop a Man: The Best of Beres Hammond (2003), VP [16]
- Something Old Something New (2009), Penthouse

### Versions de couverture des chansons de Beres Hammond
- Our Favorite Beres Hammond Songs - artistes variés (2011), VP [17]

### DVD
- Beres Hammond: Music is Life – Live From New York (2002), VP [18]